# 郓城县
35°36′10.62″N 115°56′24.60″E / 35.6029500°N 115.9401667°E
郓城县位于中国山东省西南部，是菏泽市下辖的一个县。縣人民政府駐郓州街道鄆州大道6001號。
鄆城縣是水滸故事的發祥地，素有“梁山一百單八將，七十二名在鄆城”之説。水滸文化旅遊資源豐富，被評為山東省首批旅遊強縣，榮膺“中國好漢之鄉”稱號。

## 地理
郓城东邻梁山县、嘉祥县，西接鄄城县，南连巨野县、牡丹区，北隔黄河与河南省台前县、范县相望。南北长44千米，东西宽36千米，位于济南西南方向150千米处。属于淮河流域。

## 历史
春秋时期，鲁成公四年冬（前587年），鲁国为加强防御，筑城名郓。隋朝开皇十年（590年）于万安县置郓州；开皇十八年（598年）改万安县为郓城县。

## 行政区划
郓城县下辖4个街道办事处、16个镇、2个乡：
郓州街道、唐塔街道、丁里长街道、张营街道、黄安镇、杨庄集镇、侯咽集镇、武安镇、郭屯镇、玉皇庙镇、程屯镇、随官屯镇、潘渡镇、双桥镇、南赵楼镇、黄泥冈镇、唐庙镇、李集镇、黄集镇、张鲁集镇、水堡乡和陈坡乡。

## 交通
- 220国道过境。

## 经济
黄河流经郓城28千米，水资源充沛，年可引黄河水2.8亿立方米。农业基础较好，是全国商品粮、优质棉、鲁西黄牛、小尾寒羊、青山羊基地县和“平原绿化先进县”。

## 政治
郓城县长：谷永强
郓城县委常委、县政府常务副县长：董良峰

## 资源
煤炭资源丰富，是中国规划的“13个大型能源基地”之一，境内优质煤地质储量30.81亿吨，煤田面积646.2平方公里。近年正在努力打造“新兴煤电新城基地”。

## 人口
截至年底，全县户籍总人口1282554人。其中，女性人口608813人。2018年全县合法生育率为76.72%，出生人口性别比为110.94，人口出生率为10.92‰，自然增长率为5.67‰，人口保持低速增长。强化了计划生育利益导向政策。
根據第七次全国人口普查數據，截至2020年11月1日零時，鄆城縣常住人口為1120854人。

## 文化
- 水浒文化
- 戏曲之乡
- 姓氏文化
- 舞龙
- 斗鸡
- 斗羊

## 风景名胜
主要景点：肖堌堆古文化遗址、万人堌堆义军公墓、黄泥岗遗址、宋金河、宋江故里、唐塔等。